# Eric Swinkels
Henricus Adrianus Joseph (Eric) Swinkels (Best, 30 maart 1949) is een Nederlands kleiduivenschutter en wapenhandelaar.
Hij nam zes maal deel aan de Olympische Spelen. Bij die van 1976 in Montreal won hij de zilveren medaille. Tijdens de openingsceremonie van de Spelen in Seoel in 1988 mocht hij de Nederlandse vlag dragen. Swinkels won in totaal achtentwintig Nederlandse en twee Europese titels. Hij nam afscheid van de wedstrijdsport in 1997, maar is nog steeds actief als trainer en scout. Hij heeft een schietbaan in Boekel.